# Torneo Roberto Gomes Pedrosa
Il Torneo Roberto Gomes Pedrosa (in portoghese Torneio Roberto Gomes Pedrosa), noto anche come Robertão e dalla seconda edizione come Taça de Prata (in italiano Coppa d'Argento), era una competizione calcistica brasiliana svoltasi dal 1967 al 1970. È stato il più importante torneo calcistico dell'epoca in Brasile, paragonabile come rilevanza all'attuale Brasileirão, ed è l'antenato del campionato di calcio brasiliano. La 1ª edizione del torneo (1967) fu organizzata dalla Federação de Futebol do Estado do Rio de Janeiro e dalla Federação Paulista de Futebol. Nel dicembre del 2010 la CBF ha deciso di "unificare" il campionato brasiliano di prima divisione, riunendo così gli albi d'oro di Taça Brasil e Torneo Roberto Gomes Pedrosa, equiparando i titoli di queste due competizioni a quello della Série A.

## Storia
Nel 1954 il Torneo Rio-San Paolo, organizzato dalla Federcalcio paulista (FPF) e dalla Federação de Futebol do Estado do Rio de Janeiro,
fu ribattezzato Torneio Roberto Gomes Pedrosa in onore del portiere Roberto Gomes Pedrosa, giocatore del San Paolo e della Nazionale brasiliana, che morì in quell'anno mentre stava ricoprendo la carica di presidente della FPF.
Nel 1967 la Federcalcio paulista e quella carioca, organizzatrici del Torneo Rio-San Paolo, decisero di estendere la competizione alle maggiori squadre brasiliane: Palmeiras, Corinthians, Santos, San Paolo, Portuguesa (provenienti dallo stato di San Paolo), Flamengo, Fluminense, Vasco da Gama, Botafogo, Bangu (provenienti dallo stato di Rio de Janeiro), International e Grêmio (provenienti dallo stato del Rio Grande do Sul), Cruzeiro e Atlético Mineiro (provenienti dallo stato di Minas Gerais) e Ferroviário (proveniente dallo stato di Paraná). Il nuovo torneo, vista la provenienza delle squadre, fu chiamato Torneo Roberto Gomes Pedrosa e il Torneo Rio-San Paolo tra squadre di Rio de Janeiro e San Paolo cessò di essere disputato.
Nel 1968 furono ammessi anche il Bahia (proveniente dallo stato di Bahia) e il Náutico (proveniente dallo stato di Pernambuco) mentre la squadra che rappresentava il Paraná fu l'Atlético Paranaense. Da questa edizione il torneo venne chiamato anche Taça de Prata.
Nel 1969, l'América di Rio de Janeiro sostituì il Bangu come quinto rappresentante di Rio, mentre il Paraná e il Pernambuco furono rappresentati dai campioni statali dell'anno precedente, il Coritiba e il Santa Cruz.
Nel 1970, ultima edizione del torneo che fu sostituito a partire dal 1971 dal campionato nazionale, l'Atlético Paranaense ritornò a rappresentare il proprio stato.
Già a partire dal 1968 divenne il più importante torneo calcistico brasiliano, sostituendo la Taça Brasil nell'assegnare prima uno e poi entrambi i posti disponibili per le squadre brasiliane in Coppa Libertadores.

## Formato
Il Torneo Roberto Gomes Pedrosa si disputava in due fasi.
Nella prima fase tutte le squadre (15 nella prima edizione, 17 nelle altre), divise in due gruppi (di 7 e 8 squadre nella prima edizione, 8 e 9 dalla seconda), sfidavano in partita di sola andata tutte le altre squadre partecipanti al torneo, senza distinzione di gruppo.
Alla seconda fase accedevano le squadre prima e seconda classificata di entrambi i gruppi.
La seconda fase era composta da gare di solo andata tra le quattro qualificate.
Vinceva il torneo la squadra che otteneva più punti nelle tre partite della seconda fase.

## Albo d'oro
| 1967 dettagli | Palmeiras  | Internacional | César Maluco Ademar Pantera | Palmeiras Flamengo | 15 |
| 1968 dettagli | Santos     | Internacional | Toninho Guerreiro           | Santos             | 18 |
| 1969 dettagli | Palmeiras  | Cruzeiro      | Edu                         | America-RJ         | 14 |
| 1970 dettagli | Fluminense | Palmeiras     | Tostão                      | Cruzeiro           | 12 |

## Vittorie per squadra
| Squadra    | Città          | Titoli |
| ---------- | -------------- | ------ |
| Palmeiras  | San Paolo      | 2      |
| Santos     | Santos         | 1      |
| Fluminense | Rio de Janeiro | 1      |

## Vittorie per stato
| Stato          | Titoli | Squadre                   |
| -------------- | ------ | ------------------------- |
| San Paolo      | 3      | Palmeiras (2), Santos (1) |
| Rio de Janeiro | 1      | Fluminense (1)            |